# Osek (district de Teplice)
Pour les articles homonymes, voir Osek.
Osek (en allemand : Ossegg) est une ville du district de Teplice, dans la région d'Ústí nad Labem, en République tchèque. Sa population s'élevait à 4 670 habitants en 2021.

## Géographie
Osek se trouve à 11 km à l'ouest de Teplice, à 26 km à l'ouest d'Ústí nad Labem et à 81 km au nord-ouest de Prague.
La commune est limitée par l'Allemagne au nord, par Moldava, Hrob, Háj u Duchcova et Duchcov à l'est, par Bílina au sud et par Mariánské Radčice, Lom et Český Jiřetín à l'ouest.

## Histoire

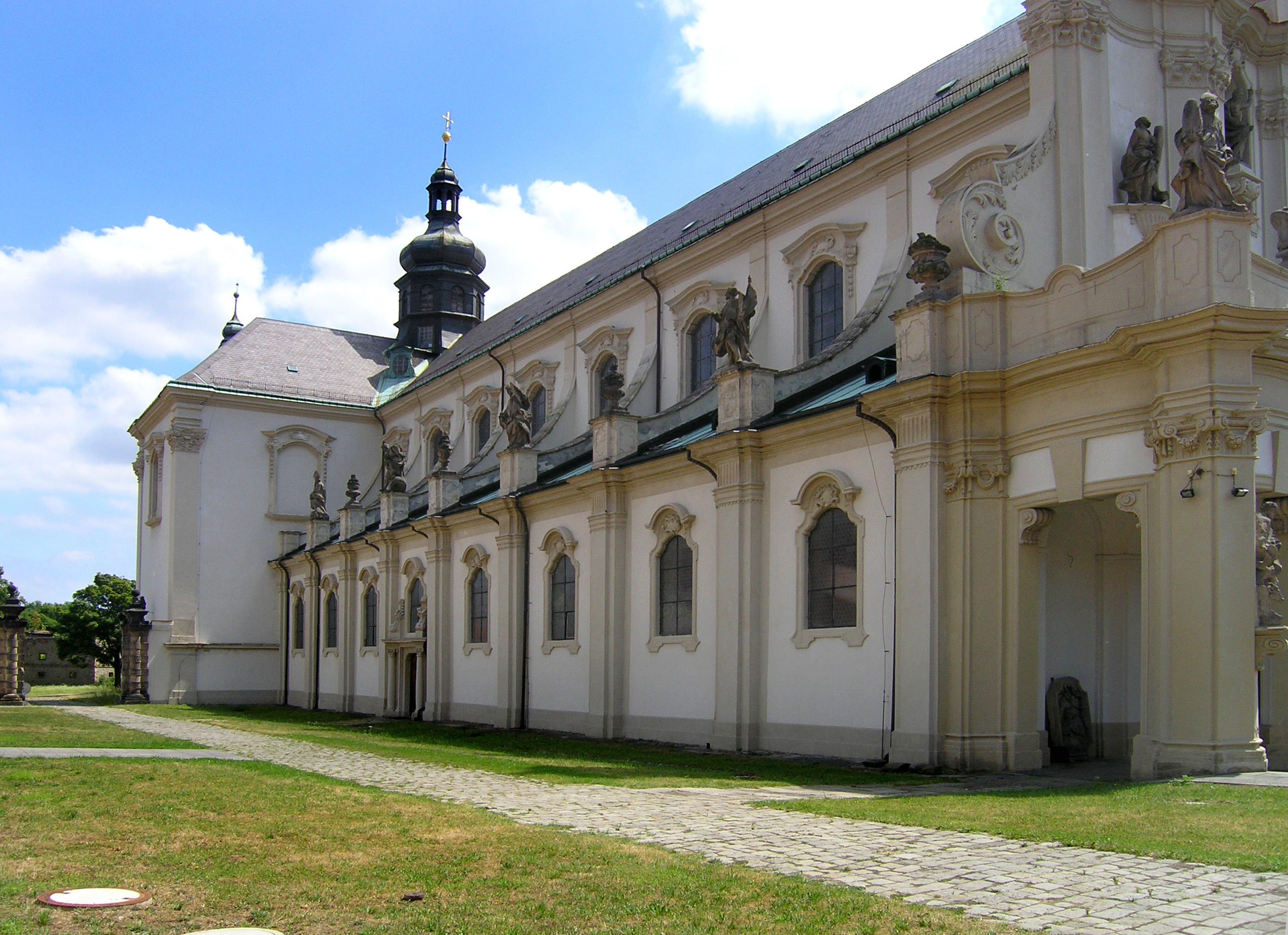
Le monastère d'Osek et son église

Des cisterciens s'établirent à Osek en 1199 et y bâtirent un monastère de style gothique flamboyant, remanié en style baroque de 1712 à 1718. Il devint le centre économique et culturel de la région. Les hussites le pillèrent deux fois.
La ville fut reliée au chemin de fer en 1871. En 1876, l'entrepreneur anglais William Refeenem fit ouvrir le premier puits d'exploitation de charbon sur la commune : Nelson I (en l'honneur de l'amiral Horatio Nelson). Le dernier puits (nommé Theodor) fut ouvert en 1888. Le 3 janvier 1934, une explosion dans le puits de mine Nelson III, due à des poussières de minerai, tua 142 mineurs, tchèques et allemands.

## Transports
Par la route, Osek se trouve à 7 km de Litvínov, à 10 km de Teplice, à 30 km d'Ústí nad Labem et à 101 km de Prague.